# Kisdobsza
Kisdobsza là một thị trấn thuộc hạt Baranya, Hungary. Thị trấn này có diện tích 9,95 km², dân số năm 2010 là 242 người, mật độ 24 người/km².